# Czepiec Hipokratesa
Czepiec Hipokratesa, Czapka Hipokratesa, mitra – rodzaj opatrunku na rany położonego na głowie, chroniący mózgoczaszkę w przypadku rany głowy. Wykonuje się go przy użyciu dwóch kawałków bandaża.
Współczesna medycyna coraz rzadziej stosuje ten opatrunek ze względu na jego skomplikowaną technikę zakładania. Dodatkowo, jego aplikacja wymaga poruszania głową pacjenta, co jest niewskazane przy podejrzeniu urazu kręgosłupa szyjnego – częstym zagrożeniu towarzyszącym urazom głowy. Z tego powodu w praktyce klinicznej częściej wykorzystuje się inne, łatwiejsze i bezpieczniejsze metody opatrywania ran głowy.